# William Beveridge
William Henry Beveridge (5. března 1879 – 11. května 1963) byl britský ekonom, politik a sociální reformátor. Jeho jméno je spojováno s položením základů tzv. welfare state, byť tento pojem nevytvořil, jak se občas chybně uvádí.
William Beveridge v roce 1942 předložil britské vládě svůj návrh modelu národní zdravotní služby (tzv. Beveridgeova zpráva). Na jeho základě byla v roce 1948 zřízena britská NHS. Je také autorem Beveridgeovy křivky.

## Dílo
- Unemployment: A problem of industry, 1909.
- Prices and Wages in England from the Twelfth to the Nineteenth Century, 1939.
- Social Insurance and Allied Services, 1942. (Beveridgeova zpráva)
- Full Employment in a Free Society, 1944.
- The Economics of Full Employment, 1944.
- Why I am a Liberal, 1945.